# 斯普利特主教座堂
斯普利特主教座堂是位於克羅埃西亞城市斯普利特的一座羅馬天主教的教堂，也是天主教斯普利特-馬卡爾斯卡總教區的主教座堂。教堂外觀為羅馬式建築。教堂的結構本身修建於西元305年，是世界上所有基督教主教座堂中第二古老的。

## 外部連結
- 官方网站 （克羅埃西亞文）
- Splitsko-makarska nabbiskupija （页面存档备份，存于） （克羅埃西亞文）

43°30′29″N 16°26′25″E / 43.50806°N 16.44028°E
Template:达尔马提亚地标